# 中年
中年是指是年齡已越過青壯年，但尚未開始步入老年族群的人。一般會以年齡約年過40至65周歲年紀之間的人算是中年，不過也有其他的定義。中年和青壯年會有一些不同。
中年人會對飲食、物質濫用、壓力及休息比較在意。可能會有一些慢性的健康問題，或是失能或疾病的問題。平均來說每十年身高會減少一公分。情緒反應及回顧的情形因人而異。這個年齡可能會遇到親友的過世，或是因其他原因感到失落、悲傷。
中年時仍可以繼續發展人際關係，或是適應人際關係上的變化。變化也可能包括和正在長大或已成年的子女互動，也可能是是和年長的父母互動。這個年齡常會參與社區性的活動，也會在工作上繼續發展。
世界衛生組織（WHO）對中年人的年齡界定為40至60周歲年紀的人。

## 定義
依照《牛津英語詞典》的定義，中年是在45歲到65歲之間階段：「是介於青壯年和老年之間的階段，約在45歲到65歲之間。」。美國的人口普查將45歲及65歲分類為中年。《梅里亚姆-韦伯斯特》將中年定義在45歲到64歲 ，而著名的心理學家爱利克·埃里克森認為中年開始的時間較早，將中年定義在40歲到65歲。《柯林斯英语词典》將中年定義在40歲到60歲，美國精神醫學學會的精神疾病診斷與統計手冊（DSM）中，曾將中年定義為40歲到60歲，但1994年的DSM第四版（DSM-IV）就將定義改為45歲到65歲。

### 身體特徵
中年人會開始出現一些老化的症狀，若是有骨质疏松症的女性，老化症狀會進展的比較快。其神經系統也可能會有些改變，而處理複雜事務的能力則沒有影響。女性約在50歲前後會開始進入更年期，就不再有生育能力。更年期會有一些副作用，有些好的，有些則會造成不便。男性也會有身體上的變化。身體的變化可能包括皮膚的變化，以及體適能的下降（例如有氧運動量的減少以及最大心率的降低）。這些變化是漸進的，而每個人變化的時間及速率都有不同。
中年人在四十五歲之後的死亡率開始上升，原因是像心臟病、癌症、高血壓及糖尿病等疾病的影響。不過在工業化國家裡，大部份的中年人都還是可以步入老年。

### 認知特徵
愛利克·埃里克森將中年定義為「生成vs停滯的階段」（generativity-versus-stagnation stage）。中年時可能會有认知能力的下降，不過因為已發展了生活經驗以及策略來補足认知上的影響，因此不太會注意到认知能力的問題。

### 社交及人格特徵
這個階段面對的家庭關係會比較不易處理。職業上的成就感更多著重在內在的滿足，而比較不是在企圖心或是對於「進步」的渴望。不過，這個階段還是常常出現職涯的變化。中年也是一個人開始重新檢視自己人生，評估其成就的時間。其道德觀可能會改變，而且會對此更加有意識。一般的認知是在這個時間會經歷「中年危機」，其實針對大多數人不是如此。這個年齡的生活多半是滿意、平靜的。這個階段的人格特質也驅向穩定。中年時發展的人際關係可能會繼續發展為穩定的人際互動。

## 中年男子
中年男子，或簡稱「中男」，台灣又叫做「歐吉桑」，即男性的中年人，如果未婚，一般會稱作大齡單身男性或單身漢。

## 中年女子
中年女子，或簡稱「中女」，台灣又叫做「歐巴桑」，即女性的中年人，如果未婚，一般會稱作大齡單身女性。

## 华语影视作品
- 《哀乐中年》，1949年中国电影
- 《人到中年》，1982年中国大陆电影
- 《女人四十》，1995年香港电影
- 《男人四十》，2002年香港电影
- 《花样中年》，2003年香港电视剧
- 《女人俱乐部》，2014年香港电视剧
- 《爱情神话》，2021年中国大陆电影
- 《张卫国的夏天》，2022年中国大陆电视剧

## 外部連結
- （繁體中文）中年(蘇雪林) （页面存档备份，存于）

| 前任： 青壯年 | 人的成長 中年 | 繼任： 老年 |